# Håkon Mjøen
Håkon Mjøen (* 5. November 1944 in Oppdal) ist ein ehemaliger norwegischer Skirennläufer. Er fuhr Slaloms und Riesenslaloms.

## Biografie
Vor Einführung des Weltcups erzielte Mjøen unter anderem einen zweiten Platz im Slalom der 3-Tre-Rennen in Madonna di Campiglio am 12. Februar 1966. Bei den Weltmeisterschaften 1966 in Portillo war der neunte Platz im Slalom sein bestes Ergebnis. Im vorolympischen Slalom am 18. Februar 1967 in Chamrousse siegte er vor Guy Périllat.
Sein bestes Ergebnis im 1967 erstmals ausgetragenen Skiweltcup ist ein zweiter Platz, aufgestellt am 14. Januar 1968 beim Lauberhorn-Slalom in Wengen. Dazu kommen ein dritter Platz im Februar 1968 beim Slalom in Oslo und sechs weitere Platzierungen unter den besten zehn. Bei den Olympischen Winterspielen 1968 lag Mjøen nach dem ersten Lauf des Slaloms auf Platz zehn und setzte sich im zweiten Lauf an die Spitze. Wie sich einige Minuten später herausstellte, hatte Mjøen im dichten Nebel zwei Tore ausgelassen und der vermeintliche Olympiasieger musste disqualifiziert werden.